# Eshmunazor I
Eshmunazor I (... – V secolo a.C.) è stato un re di Sidone.

## Biografia e regno
Ha regnato durante l'occupazione persiana della Fenicia e mantenne una politica filo-persiana.